# Percy Francis Blake
Percy Francis Blake, né le 6 décembre 1873, mort le 26 mars 1936, est un compositeur de problèmes d'échecs anglais.

## Un problème de Percy Francis Blake
|   | a | b | c | d | e | f | g | h |   |
| 8 | Fou noir sur case blanche a8 · Tour noire sur case blanche e8 · Fou noir sur case noire e7 · Pion blanc sur case noire g7 · Pion noir sur case noire f6 · Roi blanc sur case blanche g6 · Tour blanche sur case blanche f5 · Pion blanc sur case noire g5 · Fou blanc sur case blanche a4 · Dame blanche sur case noire b4 · Fou blanc sur case noire d4 · Roi noir sur case blanche e4 · Cavalier blanc sur case noire f4 · Pion noir sur case noire a3 · Pion noir sur case blanche d3 · Pion blanc sur case noire e3 · Tour blanche sur case blanche h3 · Cavalier blanc sur case blanche a2 · Cavalier noir sur case blanche b1 · Dame noire sur case noire e1 · Cavalier noir sur case blanche h1 | Fou noir sur case blanche a8 · Tour noire sur case blanche e8 · Fou noir sur case noire e7 · Pion blanc sur case noire g7 · Pion noir sur case noire f6 · Roi blanc sur case blanche g6 · Tour blanche sur case blanche f5 · Pion blanc sur case noire g5 · Fou blanc sur case blanche a4 · Dame blanche sur case noire b4 · Fou blanc sur case noire d4 · Roi noir sur case blanche e4 · Cavalier blanc sur case noire f4 · Pion noir sur case noire a3 · Pion noir sur case blanche d3 · Pion blanc sur case noire e3 · Tour blanche sur case blanche h3 · Cavalier blanc sur case blanche a2 · Cavalier noir sur case blanche b1 · Dame noire sur case noire e1 · Cavalier noir sur case blanche h1 | Fou noir sur case blanche a8 · Tour noire sur case blanche e8 · Fou noir sur case noire e7 · Pion blanc sur case noire g7 · Pion noir sur case noire f6 · Roi blanc sur case blanche g6 · Tour blanche sur case blanche f5 · Pion blanc sur case noire g5 · Fou blanc sur case blanche a4 · Dame blanche sur case noire b4 · Fou blanc sur case noire d4 · Roi noir sur case blanche e4 · Cavalier blanc sur case noire f4 · Pion noir sur case noire a3 · Pion noir sur case blanche d3 · Pion blanc sur case noire e3 · Tour blanche sur case blanche h3 · Cavalier blanc sur case blanche a2 · Cavalier noir sur case blanche b1 · Dame noire sur case noire e1 · Cavalier noir sur case blanche h1 | Fou noir sur case blanche a8 · Tour noire sur case blanche e8 · Fou noir sur case noire e7 · Pion blanc sur case noire g7 · Pion noir sur case noire f6 · Roi blanc sur case blanche g6 · Tour blanche sur case blanche f5 · Pion blanc sur case noire g5 · Fou blanc sur case blanche a4 · Dame blanche sur case noire b4 · Fou blanc sur case noire d4 · Roi noir sur case blanche e4 · Cavalier blanc sur case noire f4 · Pion noir sur case noire a3 · Pion noir sur case blanche d3 · Pion blanc sur case noire e3 · Tour blanche sur case blanche h3 · Cavalier blanc sur case blanche a2 · Cavalier noir sur case blanche b1 · Dame noire sur case noire e1 · Cavalier noir sur case blanche h1 | Fou noir sur case blanche a8 · Tour noire sur case blanche e8 · Fou noir sur case noire e7 · Pion blanc sur case noire g7 · Pion noir sur case noire f6 · Roi blanc sur case blanche g6 · Tour blanche sur case blanche f5 · Pion blanc sur case noire g5 · Fou blanc sur case blanche a4 · Dame blanche sur case noire b4 · Fou blanc sur case noire d4 · Roi noir sur case blanche e4 · Cavalier blanc sur case noire f4 · Pion noir sur case noire a3 · Pion noir sur case blanche d3 · Pion blanc sur case noire e3 · Tour blanche sur case blanche h3 · Cavalier blanc sur case blanche a2 · Cavalier noir sur case blanche b1 · Dame noire sur case noire e1 · Cavalier noir sur case blanche h1 | Fou noir sur case blanche a8 · Tour noire sur case blanche e8 · Fou noir sur case noire e7 · Pion blanc sur case noire g7 · Pion noir sur case noire f6 · Roi blanc sur case blanche g6 · Tour blanche sur case blanche f5 · Pion blanc sur case noire g5 · Fou blanc sur case blanche a4 · Dame blanche sur case noire b4 · Fou blanc sur case noire d4 · Roi noir sur case blanche e4 · Cavalier blanc sur case noire f4 · Pion noir sur case noire a3 · Pion noir sur case blanche d3 · Pion blanc sur case noire e3 · Tour blanche sur case blanche h3 · Cavalier blanc sur case blanche a2 · Cavalier noir sur case blanche b1 · Dame noire sur case noire e1 · Cavalier noir sur case blanche h1 | Fou noir sur case blanche a8 · Tour noire sur case blanche e8 · Fou noir sur case noire e7 · Pion blanc sur case noire g7 · Pion noir sur case noire f6 · Roi blanc sur case blanche g6 · Tour blanche sur case blanche f5 · Pion blanc sur case noire g5 · Fou blanc sur case blanche a4 · Dame blanche sur case noire b4 · Fou blanc sur case noire d4 · Roi noir sur case blanche e4 · Cavalier blanc sur case noire f4 · Pion noir sur case noire a3 · Pion noir sur case blanche d3 · Pion blanc sur case noire e3 · Tour blanche sur case blanche h3 · Cavalier blanc sur case blanche a2 · Cavalier noir sur case blanche b1 · Dame noire sur case noire e1 · Cavalier noir sur case blanche h1 | Fou noir sur case blanche a8 · Tour noire sur case blanche e8 · Fou noir sur case noire e7 · Pion blanc sur case noire g7 · Pion noir sur case noire f6 · Roi blanc sur case blanche g6 · Tour blanche sur case blanche f5 · Pion blanc sur case noire g5 · Fou blanc sur case blanche a4 · Dame blanche sur case noire b4 · Fou blanc sur case noire d4 · Roi noir sur case blanche e4 · Cavalier blanc sur case noire f4 · Pion noir sur case noire a3 · Pion noir sur case blanche d3 · Pion blanc sur case noire e3 · Tour blanche sur case blanche h3 · Cavalier blanc sur case blanche a2 · Cavalier noir sur case blanche b1 · Dame noire sur case noire e1 · Cavalier noir sur case blanche h1 | 8 |
| 7 | Fou noir sur case blanche a8 · Tour noire sur case blanche e8 · Fou noir sur case noire e7 · Pion blanc sur case noire g7 · Pion noir sur case noire f6 · Roi blanc sur case blanche g6 · Tour blanche sur case blanche f5 · Pion blanc sur case noire g5 · Fou blanc sur case blanche a4 · Dame blanche sur case noire b4 · Fou blanc sur case noire d4 · Roi noir sur case blanche e4 · Cavalier blanc sur case noire f4 · Pion noir sur case noire a3 · Pion noir sur case blanche d3 · Pion blanc sur case noire e3 · Tour blanche sur case blanche h3 · Cavalier blanc sur case blanche a2 · Cavalier noir sur case blanche b1 · Dame noire sur case noire e1 · Cavalier noir sur case blanche h1 | Fou noir sur case blanche a8 · Tour noire sur case blanche e8 · Fou noir sur case noire e7 · Pion blanc sur case noire g7 · Pion noir sur case noire f6 · Roi blanc sur case blanche g6 · Tour blanche sur case blanche f5 · Pion blanc sur case noire g5 · Fou blanc sur case blanche a4 · Dame blanche sur case noire b4 · Fou blanc sur case noire d4 · Roi noir sur case blanche e4 · Cavalier blanc sur case noire f4 · Pion noir sur case noire a3 · Pion noir sur case blanche d3 · Pion blanc sur case noire e3 · Tour blanche sur case blanche h3 · Cavalier blanc sur case blanche a2 · Cavalier noir sur case blanche b1 · Dame noire sur case noire e1 · Cavalier noir sur case blanche h1 | Fou noir sur case blanche a8 · Tour noire sur case blanche e8 · Fou noir sur case noire e7 · Pion blanc sur case noire g7 · Pion noir sur case noire f6 · Roi blanc sur case blanche g6 · Tour blanche sur case blanche f5 · Pion blanc sur case noire g5 · Fou blanc sur case blanche a4 · Dame blanche sur case noire b4 · Fou blanc sur case noire d4 · Roi noir sur case blanche e4 · Cavalier blanc sur case noire f4 · Pion noir sur case noire a3 · Pion noir sur case blanche d3 · Pion blanc sur case noire e3 · Tour blanche sur case blanche h3 · Cavalier blanc sur case blanche a2 · Cavalier noir sur case blanche b1 · Dame noire sur case noire e1 · Cavalier noir sur case blanche h1 | Fou noir sur case blanche a8 · Tour noire sur case blanche e8 · Fou noir sur case noire e7 · Pion blanc sur case noire g7 · Pion noir sur case noire f6 · Roi blanc sur case blanche g6 · Tour blanche sur case blanche f5 · Pion blanc sur case noire g5 · Fou blanc sur case blanche a4 · Dame blanche sur case noire b4 · Fou blanc sur case noire d4 · Roi noir sur case blanche e4 · Cavalier blanc sur case noire f4 · Pion noir sur case noire a3 · Pion noir sur case blanche d3 · Pion blanc sur case noire e3 · Tour blanche sur case blanche h3 · Cavalier blanc sur case blanche a2 · Cavalier noir sur case blanche b1 · Dame noire sur case noire e1 · Cavalier noir sur case blanche h1 | Fou noir sur case blanche a8 · Tour noire sur case blanche e8 · Fou noir sur case noire e7 · Pion blanc sur case noire g7 · Pion noir sur case noire f6 · Roi blanc sur case blanche g6 · Tour blanche sur case blanche f5 · Pion blanc sur case noire g5 · Fou blanc sur case blanche a4 · Dame blanche sur case noire b4 · Fou blanc sur case noire d4 · Roi noir sur case blanche e4 · Cavalier blanc sur case noire f4 · Pion noir sur case noire a3 · Pion noir sur case blanche d3 · Pion blanc sur case noire e3 · Tour blanche sur case blanche h3 · Cavalier blanc sur case blanche a2 · Cavalier noir sur case blanche b1 · Dame noire sur case noire e1 · Cavalier noir sur case blanche h1 | Fou noir sur case blanche a8 · Tour noire sur case blanche e8 · Fou noir sur case noire e7 · Pion blanc sur case noire g7 · Pion noir sur case noire f6 · Roi blanc sur case blanche g6 · Tour blanche sur case blanche f5 · Pion blanc sur case noire g5 · Fou blanc sur case blanche a4 · Dame blanche sur case noire b4 · Fou blanc sur case noire d4 · Roi noir sur case blanche e4 · Cavalier blanc sur case noire f4 · Pion noir sur case noire a3 · Pion noir sur case blanche d3 · Pion blanc sur case noire e3 · Tour blanche sur case blanche h3 · Cavalier blanc sur case blanche a2 · Cavalier noir sur case blanche b1 · Dame noire sur case noire e1 · Cavalier noir sur case blanche h1 | Fou noir sur case blanche a8 · Tour noire sur case blanche e8 · Fou noir sur case noire e7 · Pion blanc sur case noire g7 · Pion noir sur case noire f6 · Roi blanc sur case blanche g6 · Tour blanche sur case blanche f5 · Pion blanc sur case noire g5 · Fou blanc sur case blanche a4 · Dame blanche sur case noire b4 · Fou blanc sur case noire d4 · Roi noir sur case blanche e4 · Cavalier blanc sur case noire f4 · Pion noir sur case noire a3 · Pion noir sur case blanche d3 · Pion blanc sur case noire e3 · Tour blanche sur case blanche h3 · Cavalier blanc sur case blanche a2 · Cavalier noir sur case blanche b1 · Dame noire sur case noire e1 · Cavalier noir sur case blanche h1 | Fou noir sur case blanche a8 · Tour noire sur case blanche e8 · Fou noir sur case noire e7 · Pion blanc sur case noire g7 · Pion noir sur case noire f6 · Roi blanc sur case blanche g6 · Tour blanche sur case blanche f5 · Pion blanc sur case noire g5 · Fou blanc sur case blanche a4 · Dame blanche sur case noire b4 · Fou blanc sur case noire d4 · Roi noir sur case blanche e4 · Cavalier blanc sur case noire f4 · Pion noir sur case noire a3 · Pion noir sur case blanche d3 · Pion blanc sur case noire e3 · Tour blanche sur case blanche h3 · Cavalier blanc sur case blanche a2 · Cavalier noir sur case blanche b1 · Dame noire sur case noire e1 · Cavalier noir sur case blanche h1 | 7 |
| 6 | Fou noir sur case blanche a8 · Tour noire sur case blanche e8 · Fou noir sur case noire e7 · Pion blanc sur case noire g7 · Pion noir sur case noire f6 · Roi blanc sur case blanche g6 · Tour blanche sur case blanche f5 · Pion blanc sur case noire g5 · Fou blanc sur case blanche a4 · Dame blanche sur case noire b4 · Fou blanc sur case noire d4 · Roi noir sur case blanche e4 · Cavalier blanc sur case noire f4 · Pion noir sur case noire a3 · Pion noir sur case blanche d3 · Pion blanc sur case noire e3 · Tour blanche sur case blanche h3 · Cavalier blanc sur case blanche a2 · Cavalier noir sur case blanche b1 · Dame noire sur case noire e1 · Cavalier noir sur case blanche h1 | Fou noir sur case blanche a8 · Tour noire sur case blanche e8 · Fou noir sur case noire e7 · Pion blanc sur case noire g7 · Pion noir sur case noire f6 · Roi blanc sur case blanche g6 · Tour blanche sur case blanche f5 · Pion blanc sur case noire g5 · Fou blanc sur case blanche a4 · Dame blanche sur case noire b4 · Fou blanc sur case noire d4 · Roi noir sur case blanche e4 · Cavalier blanc sur case noire f4 · Pion noir sur case noire a3 · Pion noir sur case blanche d3 · Pion blanc sur case noire e3 · Tour blanche sur case blanche h3 · Cavalier blanc sur case blanche a2 · Cavalier noir sur case blanche b1 · Dame noire sur case noire e1 · Cavalier noir sur case blanche h1 | Fou noir sur case blanche a8 · Tour noire sur case blanche e8 · Fou noir sur case noire e7 · Pion blanc sur case noire g7 · Pion noir sur case noire f6 · Roi blanc sur case blanche g6 · Tour blanche sur case blanche f5 · Pion blanc sur case noire g5 · Fou blanc sur case blanche a4 · Dame blanche sur case noire b4 · Fou blanc sur case noire d4 · Roi noir sur case blanche e4 · Cavalier blanc sur case noire f4 · Pion noir sur case noire a3 · Pion noir sur case blanche d3 · Pion blanc sur case noire e3 · Tour blanche sur case blanche h3 · Cavalier blanc sur case blanche a2 · Cavalier noir sur case blanche b1 · Dame noire sur case noire e1 · Cavalier noir sur case blanche h1 | Fou noir sur case blanche a8 · Tour noire sur case blanche e8 · Fou noir sur case noire e7 · Pion blanc sur case noire g7 · Pion noir sur case noire f6 · Roi blanc sur case blanche g6 · Tour blanche sur case blanche f5 · Pion blanc sur case noire g5 · Fou blanc sur case blanche a4 · Dame blanche sur case noire b4 · Fou blanc sur case noire d4 · Roi noir sur case blanche e4 · Cavalier blanc sur case noire f4 · Pion noir sur case noire a3 · Pion noir sur case blanche d3 · Pion blanc sur case noire e3 · Tour blanche sur case blanche h3 · Cavalier blanc sur case blanche a2 · Cavalier noir sur case blanche b1 · Dame noire sur case noire e1 · Cavalier noir sur case blanche h1 | Fou noir sur case blanche a8 · Tour noire sur case blanche e8 · Fou noir sur case noire e7 · Pion blanc sur case noire g7 · Pion noir sur case noire f6 · Roi blanc sur case blanche g6 · Tour blanche sur case blanche f5 · Pion blanc sur case noire g5 · Fou blanc sur case blanche a4 · Dame blanche sur case noire b4 · Fou blanc sur case noire d4 · Roi noir sur case blanche e4 · Cavalier blanc sur case noire f4 · Pion noir sur case noire a3 · Pion noir sur case blanche d3 · Pion blanc sur case noire e3 · Tour blanche sur case blanche h3 · Cavalier blanc sur case blanche a2 · Cavalier noir sur case blanche b1 · Dame noire sur case noire e1 · Cavalier noir sur case blanche h1 | Fou noir sur case blanche a8 · Tour noire sur case blanche e8 · Fou noir sur case noire e7 · Pion blanc sur case noire g7 · Pion noir sur case noire f6 · Roi blanc sur case blanche g6 · Tour blanche sur case blanche f5 · Pion blanc sur case noire g5 · Fou blanc sur case blanche a4 · Dame blanche sur case noire b4 · Fou blanc sur case noire d4 · Roi noir sur case blanche e4 · Cavalier blanc sur case noire f4 · Pion noir sur case noire a3 · Pion noir sur case blanche d3 · Pion blanc sur case noire e3 · Tour blanche sur case blanche h3 · Cavalier blanc sur case blanche a2 · Cavalier noir sur case blanche b1 · Dame noire sur case noire e1 · Cavalier noir sur case blanche h1 | Fou noir sur case blanche a8 · Tour noire sur case blanche e8 · Fou noir sur case noire e7 · Pion blanc sur case noire g7 · Pion noir sur case noire f6 · Roi blanc sur case blanche g6 · Tour blanche sur case blanche f5 · Pion blanc sur case noire g5 · Fou blanc sur case blanche a4 · Dame blanche sur case noire b4 · Fou blanc sur case noire d4 · Roi noir sur case blanche e4 · Cavalier blanc sur case noire f4 · Pion noir sur case noire a3 · Pion noir sur case blanche d3 · Pion blanc sur case noire e3 · Tour blanche sur case blanche h3 · Cavalier blanc sur case blanche a2 · Cavalier noir sur case blanche b1 · Dame noire sur case noire e1 · Cavalier noir sur case blanche h1 | Fou noir sur case blanche a8 · Tour noire sur case blanche e8 · Fou noir sur case noire e7 · Pion blanc sur case noire g7 · Pion noir sur case noire f6 · Roi blanc sur case blanche g6 · Tour blanche sur case blanche f5 · Pion blanc sur case noire g5 · Fou blanc sur case blanche a4 · Dame blanche sur case noire b4 · Fou blanc sur case noire d4 · Roi noir sur case blanche e4 · Cavalier blanc sur case noire f4 · Pion noir sur case noire a3 · Pion noir sur case blanche d3 · Pion blanc sur case noire e3 · Tour blanche sur case blanche h3 · Cavalier blanc sur case blanche a2 · Cavalier noir sur case blanche b1 · Dame noire sur case noire e1 · Cavalier noir sur case blanche h1 | 6 |
| 5 | Fou noir sur case blanche a8 · Tour noire sur case blanche e8 · Fou noir sur case noire e7 · Pion blanc sur case noire g7 · Pion noir sur case noire f6 · Roi blanc sur case blanche g6 · Tour blanche sur case blanche f5 · Pion blanc sur case noire g5 · Fou blanc sur case blanche a4 · Dame blanche sur case noire b4 · Fou blanc sur case noire d4 · Roi noir sur case blanche e4 · Cavalier blanc sur case noire f4 · Pion noir sur case noire a3 · Pion noir sur case blanche d3 · Pion blanc sur case noire e3 · Tour blanche sur case blanche h3 · Cavalier blanc sur case blanche a2 · Cavalier noir sur case blanche b1 · Dame noire sur case noire e1 · Cavalier noir sur case blanche h1 | Fou noir sur case blanche a8 · Tour noire sur case blanche e8 · Fou noir sur case noire e7 · Pion blanc sur case noire g7 · Pion noir sur case noire f6 · Roi blanc sur case blanche g6 · Tour blanche sur case blanche f5 · Pion blanc sur case noire g5 · Fou blanc sur case blanche a4 · Dame blanche sur case noire b4 · Fou blanc sur case noire d4 · Roi noir sur case blanche e4 · Cavalier blanc sur case noire f4 · Pion noir sur case noire a3 · Pion noir sur case blanche d3 · Pion blanc sur case noire e3 · Tour blanche sur case blanche h3 · Cavalier blanc sur case blanche a2 · Cavalier noir sur case blanche b1 · Dame noire sur case noire e1 · Cavalier noir sur case blanche h1 | Fou noir sur case blanche a8 · Tour noire sur case blanche e8 · Fou noir sur case noire e7 · Pion blanc sur case noire g7 · Pion noir sur case noire f6 · Roi blanc sur case blanche g6 · Tour blanche sur case blanche f5 · Pion blanc sur case noire g5 · Fou blanc sur case blanche a4 · Dame blanche sur case noire b4 · Fou blanc sur case noire d4 · Roi noir sur case blanche e4 · Cavalier blanc sur case noire f4 · Pion noir sur case noire a3 · Pion noir sur case blanche d3 · Pion blanc sur case noire e3 · Tour blanche sur case blanche h3 · Cavalier blanc sur case blanche a2 · Cavalier noir sur case blanche b1 · Dame noire sur case noire e1 · Cavalier noir sur case blanche h1 | Fou noir sur case blanche a8 · Tour noire sur case blanche e8 · Fou noir sur case noire e7 · Pion blanc sur case noire g7 · Pion noir sur case noire f6 · Roi blanc sur case blanche g6 · Tour blanche sur case blanche f5 · Pion blanc sur case noire g5 · Fou blanc sur case blanche a4 · Dame blanche sur case noire b4 · Fou blanc sur case noire d4 · Roi noir sur case blanche e4 · Cavalier blanc sur case noire f4 · Pion noir sur case noire a3 · Pion noir sur case blanche d3 · Pion blanc sur case noire e3 · Tour blanche sur case blanche h3 · Cavalier blanc sur case blanche a2 · Cavalier noir sur case blanche b1 · Dame noire sur case noire e1 · Cavalier noir sur case blanche h1 | Fou noir sur case blanche a8 · Tour noire sur case blanche e8 · Fou noir sur case noire e7 · Pion blanc sur case noire g7 · Pion noir sur case noire f6 · Roi blanc sur case blanche g6 · Tour blanche sur case blanche f5 · Pion blanc sur case noire g5 · Fou blanc sur case blanche a4 · Dame blanche sur case noire b4 · Fou blanc sur case noire d4 · Roi noir sur case blanche e4 · Cavalier blanc sur case noire f4 · Pion noir sur case noire a3 · Pion noir sur case blanche d3 · Pion blanc sur case noire e3 · Tour blanche sur case blanche h3 · Cavalier blanc sur case blanche a2 · Cavalier noir sur case blanche b1 · Dame noire sur case noire e1 · Cavalier noir sur case blanche h1 | Fou noir sur case blanche a8 · Tour noire sur case blanche e8 · Fou noir sur case noire e7 · Pion blanc sur case noire g7 · Pion noir sur case noire f6 · Roi blanc sur case blanche g6 · Tour blanche sur case blanche f5 · Pion blanc sur case noire g5 · Fou blanc sur case blanche a4 · Dame blanche sur case noire b4 · Fou blanc sur case noire d4 · Roi noir sur case blanche e4 · Cavalier blanc sur case noire f4 · Pion noir sur case noire a3 · Pion noir sur case blanche d3 · Pion blanc sur case noire e3 · Tour blanche sur case blanche h3 · Cavalier blanc sur case blanche a2 · Cavalier noir sur case blanche b1 · Dame noire sur case noire e1 · Cavalier noir sur case blanche h1 | Fou noir sur case blanche a8 · Tour noire sur case blanche e8 · Fou noir sur case noire e7 · Pion blanc sur case noire g7 · Pion noir sur case noire f6 · Roi blanc sur case blanche g6 · Tour blanche sur case blanche f5 · Pion blanc sur case noire g5 · Fou blanc sur case blanche a4 · Dame blanche sur case noire b4 · Fou blanc sur case noire d4 · Roi noir sur case blanche e4 · Cavalier blanc sur case noire f4 · Pion noir sur case noire a3 · Pion noir sur case blanche d3 · Pion blanc sur case noire e3 · Tour blanche sur case blanche h3 · Cavalier blanc sur case blanche a2 · Cavalier noir sur case blanche b1 · Dame noire sur case noire e1 · Cavalier noir sur case blanche h1 | Fou noir sur case blanche a8 · Tour noire sur case blanche e8 · Fou noir sur case noire e7 · Pion blanc sur case noire g7 · Pion noir sur case noire f6 · Roi blanc sur case blanche g6 · Tour blanche sur case blanche f5 · Pion blanc sur case noire g5 · Fou blanc sur case blanche a4 · Dame blanche sur case noire b4 · Fou blanc sur case noire d4 · Roi noir sur case blanche e4 · Cavalier blanc sur case noire f4 · Pion noir sur case noire a3 · Pion noir sur case blanche d3 · Pion blanc sur case noire e3 · Tour blanche sur case blanche h3 · Cavalier blanc sur case blanche a2 · Cavalier noir sur case blanche b1 · Dame noire sur case noire e1 · Cavalier noir sur case blanche h1 | 5 |
| 4 | Fou noir sur case blanche a8 · Tour noire sur case blanche e8 · Fou noir sur case noire e7 · Pion blanc sur case noire g7 · Pion noir sur case noire f6 · Roi blanc sur case blanche g6 · Tour blanche sur case blanche f5 · Pion blanc sur case noire g5 · Fou blanc sur case blanche a4 · Dame blanche sur case noire b4 · Fou blanc sur case noire d4 · Roi noir sur case blanche e4 · Cavalier blanc sur case noire f4 · Pion noir sur case noire a3 · Pion noir sur case blanche d3 · Pion blanc sur case noire e3 · Tour blanche sur case blanche h3 · Cavalier blanc sur case blanche a2 · Cavalier noir sur case blanche b1 · Dame noire sur case noire e1 · Cavalier noir sur case blanche h1 | Fou noir sur case blanche a8 · Tour noire sur case blanche e8 · Fou noir sur case noire e7 · Pion blanc sur case noire g7 · Pion noir sur case noire f6 · Roi blanc sur case blanche g6 · Tour blanche sur case blanche f5 · Pion blanc sur case noire g5 · Fou blanc sur case blanche a4 · Dame blanche sur case noire b4 · Fou blanc sur case noire d4 · Roi noir sur case blanche e4 · Cavalier blanc sur case noire f4 · Pion noir sur case noire a3 · Pion noir sur case blanche d3 · Pion blanc sur case noire e3 · Tour blanche sur case blanche h3 · Cavalier blanc sur case blanche a2 · Cavalier noir sur case blanche b1 · Dame noire sur case noire e1 · Cavalier noir sur case blanche h1 | Fou noir sur case blanche a8 · Tour noire sur case blanche e8 · Fou noir sur case noire e7 · Pion blanc sur case noire g7 · Pion noir sur case noire f6 · Roi blanc sur case blanche g6 · Tour blanche sur case blanche f5 · Pion blanc sur case noire g5 · Fou blanc sur case blanche a4 · Dame blanche sur case noire b4 · Fou blanc sur case noire d4 · Roi noir sur case blanche e4 · Cavalier blanc sur case noire f4 · Pion noir sur case noire a3 · Pion noir sur case blanche d3 · Pion blanc sur case noire e3 · Tour blanche sur case blanche h3 · Cavalier blanc sur case blanche a2 · Cavalier noir sur case blanche b1 · Dame noire sur case noire e1 · Cavalier noir sur case blanche h1 | Fou noir sur case blanche a8 · Tour noire sur case blanche e8 · Fou noir sur case noire e7 · Pion blanc sur case noire g7 · Pion noir sur case noire f6 · Roi blanc sur case blanche g6 · Tour blanche sur case blanche f5 · Pion blanc sur case noire g5 · Fou blanc sur case blanche a4 · Dame blanche sur case noire b4 · Fou blanc sur case noire d4 · Roi noir sur case blanche e4 · Cavalier blanc sur case noire f4 · Pion noir sur case noire a3 · Pion noir sur case blanche d3 · Pion blanc sur case noire e3 · Tour blanche sur case blanche h3 · Cavalier blanc sur case blanche a2 · Cavalier noir sur case blanche b1 · Dame noire sur case noire e1 · Cavalier noir sur case blanche h1 | Fou noir sur case blanche a8 · Tour noire sur case blanche e8 · Fou noir sur case noire e7 · Pion blanc sur case noire g7 · Pion noir sur case noire f6 · Roi blanc sur case blanche g6 · Tour blanche sur case blanche f5 · Pion blanc sur case noire g5 · Fou blanc sur case blanche a4 · Dame blanche sur case noire b4 · Fou blanc sur case noire d4 · Roi noir sur case blanche e4 · Cavalier blanc sur case noire f4 · Pion noir sur case noire a3 · Pion noir sur case blanche d3 · Pion blanc sur case noire e3 · Tour blanche sur case blanche h3 · Cavalier blanc sur case blanche a2 · Cavalier noir sur case blanche b1 · Dame noire sur case noire e1 · Cavalier noir sur case blanche h1 | Fou noir sur case blanche a8 · Tour noire sur case blanche e8 · Fou noir sur case noire e7 · Pion blanc sur case noire g7 · Pion noir sur case noire f6 · Roi blanc sur case blanche g6 · Tour blanche sur case blanche f5 · Pion blanc sur case noire g5 · Fou blanc sur case blanche a4 · Dame blanche sur case noire b4 · Fou blanc sur case noire d4 · Roi noir sur case blanche e4 · Cavalier blanc sur case noire f4 · Pion noir sur case noire a3 · Pion noir sur case blanche d3 · Pion blanc sur case noire e3 · Tour blanche sur case blanche h3 · Cavalier blanc sur case blanche a2 · Cavalier noir sur case blanche b1 · Dame noire sur case noire e1 · Cavalier noir sur case blanche h1 | Fou noir sur case blanche a8 · Tour noire sur case blanche e8 · Fou noir sur case noire e7 · Pion blanc sur case noire g7 · Pion noir sur case noire f6 · Roi blanc sur case blanche g6 · Tour blanche sur case blanche f5 · Pion blanc sur case noire g5 · Fou blanc sur case blanche a4 · Dame blanche sur case noire b4 · Fou blanc sur case noire d4 · Roi noir sur case blanche e4 · Cavalier blanc sur case noire f4 · Pion noir sur case noire a3 · Pion noir sur case blanche d3 · Pion blanc sur case noire e3 · Tour blanche sur case blanche h3 · Cavalier blanc sur case blanche a2 · Cavalier noir sur case blanche b1 · Dame noire sur case noire e1 · Cavalier noir sur case blanche h1 | Fou noir sur case blanche a8 · Tour noire sur case blanche e8 · Fou noir sur case noire e7 · Pion blanc sur case noire g7 · Pion noir sur case noire f6 · Roi blanc sur case blanche g6 · Tour blanche sur case blanche f5 · Pion blanc sur case noire g5 · Fou blanc sur case blanche a4 · Dame blanche sur case noire b4 · Fou blanc sur case noire d4 · Roi noir sur case blanche e4 · Cavalier blanc sur case noire f4 · Pion noir sur case noire a3 · Pion noir sur case blanche d3 · Pion blanc sur case noire e3 · Tour blanche sur case blanche h3 · Cavalier blanc sur case blanche a2 · Cavalier noir sur case blanche b1 · Dame noire sur case noire e1 · Cavalier noir sur case blanche h1 | 4 |
| 3 | Fou noir sur case blanche a8 · Tour noire sur case blanche e8 · Fou noir sur case noire e7 · Pion blanc sur case noire g7 · Pion noir sur case noire f6 · Roi blanc sur case blanche g6 · Tour blanche sur case blanche f5 · Pion blanc sur case noire g5 · Fou blanc sur case blanche a4 · Dame blanche sur case noire b4 · Fou blanc sur case noire d4 · Roi noir sur case blanche e4 · Cavalier blanc sur case noire f4 · Pion noir sur case noire a3 · Pion noir sur case blanche d3 · Pion blanc sur case noire e3 · Tour blanche sur case blanche h3 · Cavalier blanc sur case blanche a2 · Cavalier noir sur case blanche b1 · Dame noire sur case noire e1 · Cavalier noir sur case blanche h1 | Fou noir sur case blanche a8 · Tour noire sur case blanche e8 · Fou noir sur case noire e7 · Pion blanc sur case noire g7 · Pion noir sur case noire f6 · Roi blanc sur case blanche g6 · Tour blanche sur case blanche f5 · Pion blanc sur case noire g5 · Fou blanc sur case blanche a4 · Dame blanche sur case noire b4 · Fou blanc sur case noire d4 · Roi noir sur case blanche e4 · Cavalier blanc sur case noire f4 · Pion noir sur case noire a3 · Pion noir sur case blanche d3 · Pion blanc sur case noire e3 · Tour blanche sur case blanche h3 · Cavalier blanc sur case blanche a2 · Cavalier noir sur case blanche b1 · Dame noire sur case noire e1 · Cavalier noir sur case blanche h1 | Fou noir sur case blanche a8 · Tour noire sur case blanche e8 · Fou noir sur case noire e7 · Pion blanc sur case noire g7 · Pion noir sur case noire f6 · Roi blanc sur case blanche g6 · Tour blanche sur case blanche f5 · Pion blanc sur case noire g5 · Fou blanc sur case blanche a4 · Dame blanche sur case noire b4 · Fou blanc sur case noire d4 · Roi noir sur case blanche e4 · Cavalier blanc sur case noire f4 · Pion noir sur case noire a3 · Pion noir sur case blanche d3 · Pion blanc sur case noire e3 · Tour blanche sur case blanche h3 · Cavalier blanc sur case blanche a2 · Cavalier noir sur case blanche b1 · Dame noire sur case noire e1 · Cavalier noir sur case blanche h1 | Fou noir sur case blanche a8 · Tour noire sur case blanche e8 · Fou noir sur case noire e7 · Pion blanc sur case noire g7 · Pion noir sur case noire f6 · Roi blanc sur case blanche g6 · Tour blanche sur case blanche f5 · Pion blanc sur case noire g5 · Fou blanc sur case blanche a4 · Dame blanche sur case noire b4 · Fou blanc sur case noire d4 · Roi noir sur case blanche e4 · Cavalier blanc sur case noire f4 · Pion noir sur case noire a3 · Pion noir sur case blanche d3 · Pion blanc sur case noire e3 · Tour blanche sur case blanche h3 · Cavalier blanc sur case blanche a2 · Cavalier noir sur case blanche b1 · Dame noire sur case noire e1 · Cavalier noir sur case blanche h1 | Fou noir sur case blanche a8 · Tour noire sur case blanche e8 · Fou noir sur case noire e7 · Pion blanc sur case noire g7 · Pion noir sur case noire f6 · Roi blanc sur case blanche g6 · Tour blanche sur case blanche f5 · Pion blanc sur case noire g5 · Fou blanc sur case blanche a4 · Dame blanche sur case noire b4 · Fou blanc sur case noire d4 · Roi noir sur case blanche e4 · Cavalier blanc sur case noire f4 · Pion noir sur case noire a3 · Pion noir sur case blanche d3 · Pion blanc sur case noire e3 · Tour blanche sur case blanche h3 · Cavalier blanc sur case blanche a2 · Cavalier noir sur case blanche b1 · Dame noire sur case noire e1 · Cavalier noir sur case blanche h1 | Fou noir sur case blanche a8 · Tour noire sur case blanche e8 · Fou noir sur case noire e7 · Pion blanc sur case noire g7 · Pion noir sur case noire f6 · Roi blanc sur case blanche g6 · Tour blanche sur case blanche f5 · Pion blanc sur case noire g5 · Fou blanc sur case blanche a4 · Dame blanche sur case noire b4 · Fou blanc sur case noire d4 · Roi noir sur case blanche e4 · Cavalier blanc sur case noire f4 · Pion noir sur case noire a3 · Pion noir sur case blanche d3 · Pion blanc sur case noire e3 · Tour blanche sur case blanche h3 · Cavalier blanc sur case blanche a2 · Cavalier noir sur case blanche b1 · Dame noire sur case noire e1 · Cavalier noir sur case blanche h1 | Fou noir sur case blanche a8 · Tour noire sur case blanche e8 · Fou noir sur case noire e7 · Pion blanc sur case noire g7 · Pion noir sur case noire f6 · Roi blanc sur case blanche g6 · Tour blanche sur case blanche f5 · Pion blanc sur case noire g5 · Fou blanc sur case blanche a4 · Dame blanche sur case noire b4 · Fou blanc sur case noire d4 · Roi noir sur case blanche e4 · Cavalier blanc sur case noire f4 · Pion noir sur case noire a3 · Pion noir sur case blanche d3 · Pion blanc sur case noire e3 · Tour blanche sur case blanche h3 · Cavalier blanc sur case blanche a2 · Cavalier noir sur case blanche b1 · Dame noire sur case noire e1 · Cavalier noir sur case blanche h1 | Fou noir sur case blanche a8 · Tour noire sur case blanche e8 · Fou noir sur case noire e7 · Pion blanc sur case noire g7 · Pion noir sur case noire f6 · Roi blanc sur case blanche g6 · Tour blanche sur case blanche f5 · Pion blanc sur case noire g5 · Fou blanc sur case blanche a4 · Dame blanche sur case noire b4 · Fou blanc sur case noire d4 · Roi noir sur case blanche e4 · Cavalier blanc sur case noire f4 · Pion noir sur case noire a3 · Pion noir sur case blanche d3 · Pion blanc sur case noire e3 · Tour blanche sur case blanche h3 · Cavalier blanc sur case blanche a2 · Cavalier noir sur case blanche b1 · Dame noire sur case noire e1 · Cavalier noir sur case blanche h1 | 3 |
| 2 | Fou noir sur case blanche a8 · Tour noire sur case blanche e8 · Fou noir sur case noire e7 · Pion blanc sur case noire g7 · Pion noir sur case noire f6 · Roi blanc sur case blanche g6 · Tour blanche sur case blanche f5 · Pion blanc sur case noire g5 · Fou blanc sur case blanche a4 · Dame blanche sur case noire b4 · Fou blanc sur case noire d4 · Roi noir sur case blanche e4 · Cavalier blanc sur case noire f4 · Pion noir sur case noire a3 · Pion noir sur case blanche d3 · Pion blanc sur case noire e3 · Tour blanche sur case blanche h3 · Cavalier blanc sur case blanche a2 · Cavalier noir sur case blanche b1 · Dame noire sur case noire e1 · Cavalier noir sur case blanche h1 | Fou noir sur case blanche a8 · Tour noire sur case blanche e8 · Fou noir sur case noire e7 · Pion blanc sur case noire g7 · Pion noir sur case noire f6 · Roi blanc sur case blanche g6 · Tour blanche sur case blanche f5 · Pion blanc sur case noire g5 · Fou blanc sur case blanche a4 · Dame blanche sur case noire b4 · Fou blanc sur case noire d4 · Roi noir sur case blanche e4 · Cavalier blanc sur case noire f4 · Pion noir sur case noire a3 · Pion noir sur case blanche d3 · Pion blanc sur case noire e3 · Tour blanche sur case blanche h3 · Cavalier blanc sur case blanche a2 · Cavalier noir sur case blanche b1 · Dame noire sur case noire e1 · Cavalier noir sur case blanche h1 | Fou noir sur case blanche a8 · Tour noire sur case blanche e8 · Fou noir sur case noire e7 · Pion blanc sur case noire g7 · Pion noir sur case noire f6 · Roi blanc sur case blanche g6 · Tour blanche sur case blanche f5 · Pion blanc sur case noire g5 · Fou blanc sur case blanche a4 · Dame blanche sur case noire b4 · Fou blanc sur case noire d4 · Roi noir sur case blanche e4 · Cavalier blanc sur case noire f4 · Pion noir sur case noire a3 · Pion noir sur case blanche d3 · Pion blanc sur case noire e3 · Tour blanche sur case blanche h3 · Cavalier blanc sur case blanche a2 · Cavalier noir sur case blanche b1 · Dame noire sur case noire e1 · Cavalier noir sur case blanche h1 | Fou noir sur case blanche a8 · Tour noire sur case blanche e8 · Fou noir sur case noire e7 · Pion blanc sur case noire g7 · Pion noir sur case noire f6 · Roi blanc sur case blanche g6 · Tour blanche sur case blanche f5 · Pion blanc sur case noire g5 · Fou blanc sur case blanche a4 · Dame blanche sur case noire b4 · Fou blanc sur case noire d4 · Roi noir sur case blanche e4 · Cavalier blanc sur case noire f4 · Pion noir sur case noire a3 · Pion noir sur case blanche d3 · Pion blanc sur case noire e3 · Tour blanche sur case blanche h3 · Cavalier blanc sur case blanche a2 · Cavalier noir sur case blanche b1 · Dame noire sur case noire e1 · Cavalier noir sur case blanche h1 | Fou noir sur case blanche a8 · Tour noire sur case blanche e8 · Fou noir sur case noire e7 · Pion blanc sur case noire g7 · Pion noir sur case noire f6 · Roi blanc sur case blanche g6 · Tour blanche sur case blanche f5 · Pion blanc sur case noire g5 · Fou blanc sur case blanche a4 · Dame blanche sur case noire b4 · Fou blanc sur case noire d4 · Roi noir sur case blanche e4 · Cavalier blanc sur case noire f4 · Pion noir sur case noire a3 · Pion noir sur case blanche d3 · Pion blanc sur case noire e3 · Tour blanche sur case blanche h3 · Cavalier blanc sur case blanche a2 · Cavalier noir sur case blanche b1 · Dame noire sur case noire e1 · Cavalier noir sur case blanche h1 | Fou noir sur case blanche a8 · Tour noire sur case blanche e8 · Fou noir sur case noire e7 · Pion blanc sur case noire g7 · Pion noir sur case noire f6 · Roi blanc sur case blanche g6 · Tour blanche sur case blanche f5 · Pion blanc sur case noire g5 · Fou blanc sur case blanche a4 · Dame blanche sur case noire b4 · Fou blanc sur case noire d4 · Roi noir sur case blanche e4 · Cavalier blanc sur case noire f4 · Pion noir sur case noire a3 · Pion noir sur case blanche d3 · Pion blanc sur case noire e3 · Tour blanche sur case blanche h3 · Cavalier blanc sur case blanche a2 · Cavalier noir sur case blanche b1 · Dame noire sur case noire e1 · Cavalier noir sur case blanche h1 | Fou noir sur case blanche a8 · Tour noire sur case blanche e8 · Fou noir sur case noire e7 · Pion blanc sur case noire g7 · Pion noir sur case noire f6 · Roi blanc sur case blanche g6 · Tour blanche sur case blanche f5 · Pion blanc sur case noire g5 · Fou blanc sur case blanche a4 · Dame blanche sur case noire b4 · Fou blanc sur case noire d4 · Roi noir sur case blanche e4 · Cavalier blanc sur case noire f4 · Pion noir sur case noire a3 · Pion noir sur case blanche d3 · Pion blanc sur case noire e3 · Tour blanche sur case blanche h3 · Cavalier blanc sur case blanche a2 · Cavalier noir sur case blanche b1 · Dame noire sur case noire e1 · Cavalier noir sur case blanche h1 | Fou noir sur case blanche a8 · Tour noire sur case blanche e8 · Fou noir sur case noire e7 · Pion blanc sur case noire g7 · Pion noir sur case noire f6 · Roi blanc sur case blanche g6 · Tour blanche sur case blanche f5 · Pion blanc sur case noire g5 · Fou blanc sur case blanche a4 · Dame blanche sur case noire b4 · Fou blanc sur case noire d4 · Roi noir sur case blanche e4 · Cavalier blanc sur case noire f4 · Pion noir sur case noire a3 · Pion noir sur case blanche d3 · Pion blanc sur case noire e3 · Tour blanche sur case blanche h3 · Cavalier blanc sur case blanche a2 · Cavalier noir sur case blanche b1 · Dame noire sur case noire e1 · Cavalier noir sur case blanche h1 | 2 |
| 1 | Fou noir sur case blanche a8 · Tour noire sur case blanche e8 · Fou noir sur case noire e7 · Pion blanc sur case noire g7 · Pion noir sur case noire f6 · Roi blanc sur case blanche g6 · Tour blanche sur case blanche f5 · Pion blanc sur case noire g5 · Fou blanc sur case blanche a4 · Dame blanche sur case noire b4 · Fou blanc sur case noire d4 · Roi noir sur case blanche e4 · Cavalier blanc sur case noire f4 · Pion noir sur case noire a3 · Pion noir sur case blanche d3 · Pion blanc sur case noire e3 · Tour blanche sur case blanche h3 · Cavalier blanc sur case blanche a2 · Cavalier noir sur case blanche b1 · Dame noire sur case noire e1 · Cavalier noir sur case blanche h1 | Fou noir sur case blanche a8 · Tour noire sur case blanche e8 · Fou noir sur case noire e7 · Pion blanc sur case noire g7 · Pion noir sur case noire f6 · Roi blanc sur case blanche g6 · Tour blanche sur case blanche f5 · Pion blanc sur case noire g5 · Fou blanc sur case blanche a4 · Dame blanche sur case noire b4 · Fou blanc sur case noire d4 · Roi noir sur case blanche e4 · Cavalier blanc sur case noire f4 · Pion noir sur case noire a3 · Pion noir sur case blanche d3 · Pion blanc sur case noire e3 · Tour blanche sur case blanche h3 · Cavalier blanc sur case blanche a2 · Cavalier noir sur case blanche b1 · Dame noire sur case noire e1 · Cavalier noir sur case blanche h1 | Fou noir sur case blanche a8 · Tour noire sur case blanche e8 · Fou noir sur case noire e7 · Pion blanc sur case noire g7 · Pion noir sur case noire f6 · Roi blanc sur case blanche g6 · Tour blanche sur case blanche f5 · Pion blanc sur case noire g5 · Fou blanc sur case blanche a4 · Dame blanche sur case noire b4 · Fou blanc sur case noire d4 · Roi noir sur case blanche e4 · Cavalier blanc sur case noire f4 · Pion noir sur case noire a3 · Pion noir sur case blanche d3 · Pion blanc sur case noire e3 · Tour blanche sur case blanche h3 · Cavalier blanc sur case blanche a2 · Cavalier noir sur case blanche b1 · Dame noire sur case noire e1 · Cavalier noir sur case blanche h1 | Fou noir sur case blanche a8 · Tour noire sur case blanche e8 · Fou noir sur case noire e7 · Pion blanc sur case noire g7 · Pion noir sur case noire f6 · Roi blanc sur case blanche g6 · Tour blanche sur case blanche f5 · Pion blanc sur case noire g5 · Fou blanc sur case blanche a4 · Dame blanche sur case noire b4 · Fou blanc sur case noire d4 · Roi noir sur case blanche e4 · Cavalier blanc sur case noire f4 · Pion noir sur case noire a3 · Pion noir sur case blanche d3 · Pion blanc sur case noire e3 · Tour blanche sur case blanche h3 · Cavalier blanc sur case blanche a2 · Cavalier noir sur case blanche b1 · Dame noire sur case noire e1 · Cavalier noir sur case blanche h1 | Fou noir sur case blanche a8 · Tour noire sur case blanche e8 · Fou noir sur case noire e7 · Pion blanc sur case noire g7 · Pion noir sur case noire f6 · Roi blanc sur case blanche g6 · Tour blanche sur case blanche f5 · Pion blanc sur case noire g5 · Fou blanc sur case blanche a4 · Dame blanche sur case noire b4 · Fou blanc sur case noire d4 · Roi noir sur case blanche e4 · Cavalier blanc sur case noire f4 · Pion noir sur case noire a3 · Pion noir sur case blanche d3 · Pion blanc sur case noire e3 · Tour blanche sur case blanche h3 · Cavalier blanc sur case blanche a2 · Cavalier noir sur case blanche b1 · Dame noire sur case noire e1 · Cavalier noir sur case blanche h1 | Fou noir sur case blanche a8 · Tour noire sur case blanche e8 · Fou noir sur case noire e7 · Pion blanc sur case noire g7 · Pion noir sur case noire f6 · Roi blanc sur case blanche g6 · Tour blanche sur case blanche f5 · Pion blanc sur case noire g5 · Fou blanc sur case blanche a4 · Dame blanche sur case noire b4 · Fou blanc sur case noire d4 · Roi noir sur case blanche e4 · Cavalier blanc sur case noire f4 · Pion noir sur case noire a3 · Pion noir sur case blanche d3 · Pion blanc sur case noire e3 · Tour blanche sur case blanche h3 · Cavalier blanc sur case blanche a2 · Cavalier noir sur case blanche b1 · Dame noire sur case noire e1 · Cavalier noir sur case blanche h1 | Fou noir sur case blanche a8 · Tour noire sur case blanche e8 · Fou noir sur case noire e7 · Pion blanc sur case noire g7 · Pion noir sur case noire f6 · Roi blanc sur case blanche g6 · Tour blanche sur case blanche f5 · Pion blanc sur case noire g5 · Fou blanc sur case blanche a4 · Dame blanche sur case noire b4 · Fou blanc sur case noire d4 · Roi noir sur case blanche e4 · Cavalier blanc sur case noire f4 · Pion noir sur case noire a3 · Pion noir sur case blanche d3 · Pion blanc sur case noire e3 · Tour blanche sur case blanche h3 · Cavalier blanc sur case blanche a2 · Cavalier noir sur case blanche b1 · Dame noire sur case noire e1 · Cavalier noir sur case blanche h1 | Fou noir sur case blanche a8 · Tour noire sur case blanche e8 · Fou noir sur case noire e7 · Pion blanc sur case noire g7 · Pion noir sur case noire f6 · Roi blanc sur case blanche g6 · Tour blanche sur case blanche f5 · Pion blanc sur case noire g5 · Fou blanc sur case blanche a4 · Dame blanche sur case noire b4 · Fou blanc sur case noire d4 · Roi noir sur case blanche e4 · Cavalier blanc sur case noire f4 · Pion noir sur case noire a3 · Pion noir sur case blanche d3 · Pion blanc sur case noire e3 · Tour blanche sur case blanche h3 · Cavalier blanc sur case blanche a2 · Cavalier noir sur case blanche b1 · Dame noire sur case noire e1 · Cavalier noir sur case blanche h1 | 1 |
|   | a | b | c | d | e | f | g | h |   |

Solution 
1 Ch5 ; T joue (Fxb4, Fd8, Fb7, Fc6, Fd5, d2, fxg5, Cd2, Cc3, Dxb4, Dxe3, Cf2)
2 Dxe7 (Cxf6, Fc3, Dxb7, Fxc6, Tf4, Fc2, Te5, Cc3, Fc5, Th4, Txe3, Cg3) mat  
(treize mats différents)

## Source
- Alain Villeneuve, « Un grand problémiste », La Revue des échecs, octobre-décembre 1982, n° 1, p. 66-69 ; 118-119